# Pseudorotazione di Berry

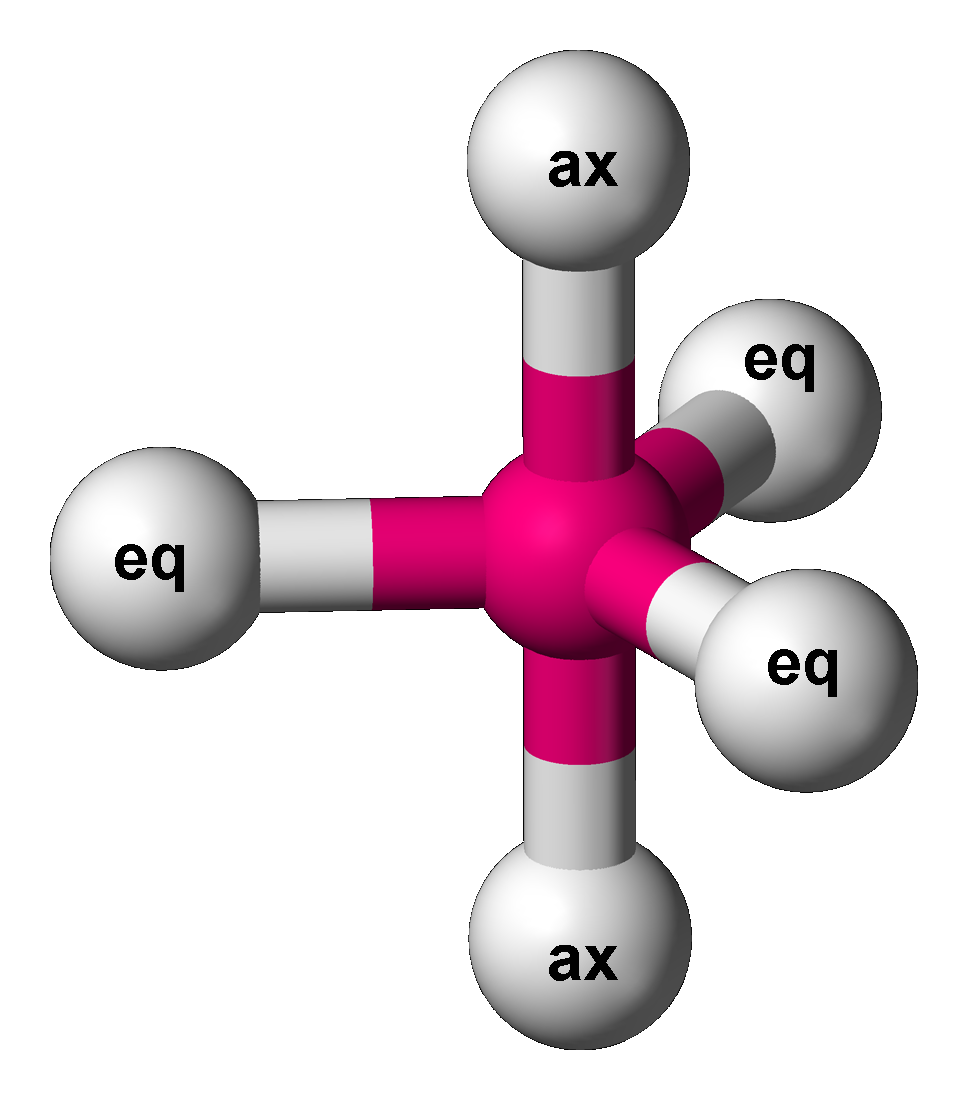
Modello di molecola con geometria a bipiramide trigonale
ax = leganti assial (asse di riferimento)
eq = leganti equatoriali (nel piano perpendicolare all'asse di riferimento)

La pseudorotazione di Berry o meccanismo di pseudorotazione di Berry è un tipo di vibrazione che causa la isomerizzazione di molecole aventi particolare geometria, facendo sì che due leganti assiali si scambino con due leganti equatoriali (vedi figura a destra). È il meccanismo più comunemente accettato per effettuare una pseudorotazione. Si osserva soprattutto in molecole con geometria a bipiramide trigonale, come PCl5, ma può avvenire anche in molecola con geometria a piramide quadrata. Il meccanismo di pseudorotazione di Berry deriva il suo nome dal chimico statunitense R. Stephen Berry, che introdusse questo concetto nel 1960.

## Pseudorotazione di Berry nella struttura a bipiramide trigonale
In questo processo i due leganti assiali si muovono verso due dei leganti equatoriali come indicato dalle frecce verdi nella figura seguente, mentre i due leganti equatoriali si allargano per fare più spazio. Si arriva così ad un intermedio con struttura di piramide a base quadrata, dove la base è costituita dai quattro leganti che si stanno muovendo, mentre il vertice è il quinto legante che non si è mosso. I due leganti che originariamente erano equatoriali continuano ad allargarsi fino formare un angolo di 180° rispetto all'atomo centrale; in questo modo diventano assiali, e il nuovo asse molecolare è perpendicolare rispetto all'asse iniziale. Si è così realizzata una pseudorotazione, così chiamata perché sembra che la struttura iniziale sia stata ruotata, ma in realtà non c'è stata alcuna rotazione della molecola. 
Il rapido scambio tra leganti assiali ed equatoriali rende impossibile risolvere isomeri con questa geometria (a differenza di composti con un atomo di carbonio con quattro sostituenti diversi), tranne che a temperatura molto bassa o quando sono presenti leganti bidentati o polidentati.

## Pseudorotazione di Berry nella struttura a piramide quadrata
Nel caso di molecole con struttura a piramide quadrata (come IF5) la situazione è più complicata, dato che il meccanismo di Berry è solo uno dei tre possibili meccanismi che provocano la pseudorotazione della molecola.